# Рівнопільська сільська рада (Волноваський район)
| Рівнопільська сільська рада — колишній орган місцевого самоврядування у Волноваському районі Донецької області з адміністративним центром у с. Рівнопіль. Сільській раді підпорядковані населені пункти: - с. Рівнопіль - с. Передове |

## Склад ради
Рада складається з 16 депутатів та голови.

## Керівний склад сільської ради
| ПІБ                          | Основні відомості                                                    | Дата обрання | Дата звільнення |
| ---------------------------- | -------------------------------------------------------------------- | ------------ | --------------- |
| Огоновський Олег Миколайович | Сільський голова, 1966 року народження, освіта, член Партії регіонів | 26.03.2006   | 31.10.2010      |
| Горкун Вадим Ігорович        | Сільський голова, 1983 року народження, освіта вища                  | 31.10.2010   |                 |

Примітка: таблиця складена за даними джерела